# Théâtre romain de Vervins
Le théâtre romain de Vervins est un monument de spectacles construit dans la seconde moitié du Ier siècle dans Verbinum, une ville Soessonnes qui devient par la suite Vervins.
Il a été mis au jour en 1870, il est composé de gradins disposés en demi-cercle autour du mur de scène sur une longueur de 25 mètres avec un orchestre situé à deux mètres soixante-dix de profondeur. Des traces de pierres calcinées sur le mur laisse supposer qu'un incendie a touché l'édifice. Le théâtre pouvait contenir quelques milliers de spectateurs. Ces découvertes archéologiques attestent de la relative importance de Verbinum. 